# Маркач, Младен
Младен Маркач (хорв. Mladen Markač; род. 8 мая 1955) — хорватский генерал. Командовал хорватским спецназом во время операции «Буря» в ходе войны в Хорватии (1991—1995), затем получил звание генерал-полковник. В апреле 2011 года Международный трибунал по бывшей Югославии признал его виновным в военных преступлениях (этнические чистки сербского населения) и приговорил его к 18 годам тюремного заключения. Однако в ноябре 2012 года в результате апелляции было принято решение о недоказанности вины Младена Маркача и Анте Готовины, приговоренного ранее к 24 годам лишения свободы. Они были оправданы и освобождены в зале суда.